# 警視庁独身寮爆破事件
警視庁独身寮爆破事件（けいしちょうどくしんりょうばくはじけん）とは、1990年（平成2年）11月1日から2日にかけて東京都で発生した爆弾テロ事件。警視庁公安部は日本の新左翼の革労協が起こした事件と見ている。報道などでは警視庁寮爆弾テロとも呼ばれる。
有力な情報が得られないまま捜査は難航し、2005年（平成17年）11月に公訴時効が成立し、未解決事件となった。

## 事件の概要

### 清和寮事件
1990年（平成2年）11月1日午後10時50分頃、東京都新宿区にある警視庁の独身寮「清和寮」で爆弾が炸裂し、新宿警察署員1人（当時48歳）が死亡した。この爆発音を聞きつけて、寮に住む警察官や賄い人が現場に集まったところ第2の爆弾が炸裂し、8人が重軽傷を負った。
その後の捜査で、この時限爆弾は、意図的に異なる時間設定をしていたことが明らかになった。つまり1回目の炸裂で死傷者が出なくても、爆発音で駆けつけた人々に2回目の炸裂で確実に被害を与えるようにしたのである。

### 誠和寮事件
清和寮事件から2時間後の11月2日午前0時50分頃、世田谷区にある警視庁の「誠和寮」でも爆弾が発見されたため、炸裂前に爆発物処理班が駆けつけて処理した。処理中に爆発したが、寮内の住人は避難していたため負傷者はなかった。

## 犯行声明
その後、革労協の「革命軍軍報」が各報道機関に郵送された。
この「軍報」には「即位の礼、大嘗祭爆砕、皇居攻略に向け史上空前の厳戒体制を打ち破り『天皇の警察』を徹底センメツする偉大な歴史的戦闘となった」などとこの事件の事実上の犯行声明が書かれていたことから、公安部は革労協によるテロ事件と断定した。

## 捜査
警視庁公安部は新宿警察署に特別捜査本部を設置、時限装置の部品や構造から革労協の犯行と見て本格的な捜査に乗り出した。また、誠和寮事件で爆弾が発見される直前、5人の不審な男が走り去るのを近隣住民が目撃していたため、重要人物と見て捜査を進めた。
1990年11月11日、警視庁公安部は明治大学の学生会館と学苑会室を本事件の拠点と見て殺人、爆発物取締罰則違反容疑で捜索、機関紙やビラなど42点を押収した。
その後も警視庁公安部は革労協に対して延べ16万4000人の捜査員を投入して革労協の非公然アジト8カ所を捜索する等捜査してきたが、実行犯を特定できず、2005年（平成17年）11月に公訴時効が成立した。

## 時効成立後
2009年（平成21年）11月12日、平成の今上天皇が在位二十年記念式典を機に、本事件等反皇室闘争の名の下に行われた新左翼によるテロの犠牲者やその遺族たちにお見舞いの気持ちを伝えた。